# Мертвечина

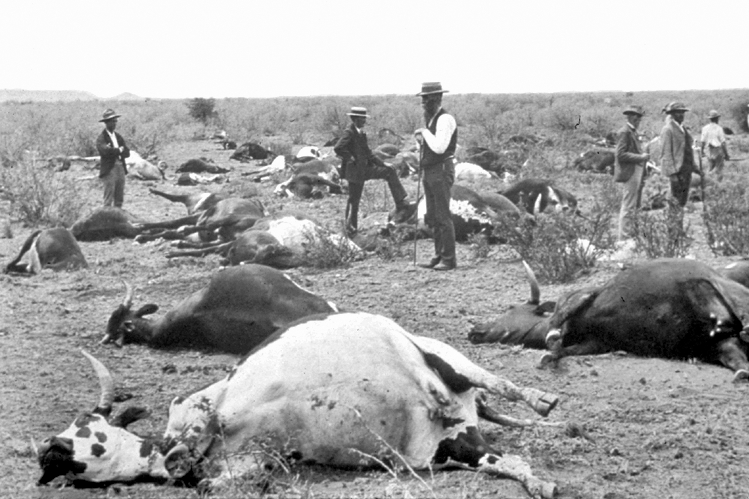
Пример мертвечины. Падёж скота от чумы в Южной Африке в 1896 году. Мясо животных является мертвечиной.

Мертвечи́на (др.-евр. נבלה‬; др.-греч. θνησιμαῖος; лат. morticinia) — библейский термин, означающий трупное мясо животного, не умерщвлённого для жертвоприношения или в пищу посредством заклания, а павшего естественной или насильственной смертью, но без пролития крови. Частным случаем мертвечины является удавленина.

Любое мясо с кровью, в число которых входит и мертвечина, нарушает шхиту и является некошерным (трефным) в иудаизме. В Книге Бытия есть прямой запрет на употребление мертвечины: 
только плоти с душею ее, с кровью ее, не ешьте (Быт. 9:4)
Запрет на употребление мяса с кровью неоднократно повторяется в книгах Ветхого Завета: Лев. 3:17, Лев. 7:26, Лев. 17:10—14, Лев. 19:26, Втор. 12:16—23, Втор. 15:23, 1Цар. 14:33.

Согласно Закону Моисея, труп чистого павшего животного — нечист; и прикосновение к трупу, употребление мертвечины в пищу, делает иудея нечистым до вечера: 
И когда умрет какой-либо скот, который употребляется вами в пищу, то прикоснувшийся к трупу его нечист будет до вечера;и тот, кто будет есть мертвечину его, должен омыть одежды свои и нечист будет до вечера; и тот, кто понесет труп его, должен омыть одежды свои и нечист будет до вечера (Лев. 11:39, 40)
Мертвечины и звероядины он не должен есть, чтобы не оскверниться этим. (Лев. 22:8)
Закон Моисея запрещает употреблять в пищу жир мертвечины и звероядины, но разрешал его употребление на всякое дело (Лев. 7:24). Труп нечистого животного — нечист (Лев. 11:8). Прикосновение к трупу нечистого животного делает человека нечистым (Лев. 11:24, Лев. 11:36) и виноватым, даже если он прикоснулся по незнанию (Лев. 5:2). Для очищения необходимо было принести в жертву овцу или козу; если человек был беден, то должен был принести в жертву двух горлиц. Любые предметы, которые упали на труп, становились нечистыми, их необходимо положить в воду до вечера, после чего они становились чистыми. Соприкосновение с трупом глиняного сосуда, в котором находилось что-либо, делает содержимое сосуда и сам сосуд нечистыми, сосуд необходимо разбить. Если часть трупа коснётся печи или очага, то они становятся нечистыми и их надо разломать. Колодец, в который упал труп, оставался чистым. Предназначенные для посева семена мертвечина оскверняла только в том случае, если они уже были замочены в воде (Лев. 11:32—38). Мертвечину как пищу можно было отдавать или продавать иноземцам (Втор. 14:21).
Запрет на мертвечину в христианстве возник следующим образом. Язычник Корнилий сотник был обращён в Христианство и крещён апостолом Петром. До обращения Корнилия членами Христианской церкви были исключительно иудеи. Члены христианской общины продолжали соблюдать предписания Ветхого Завета — Закон Моисея. После обращения Корнилия, к христианской общине начали присоединяться и другие язычники и возник вопрос о том должны ли язычники, перешедшие в Христианство соблюдать все предписания Закона Моисея: обрезание, жертвоприношение животных в Иерусалимском храме, левират, а также множества обрядовых ритуалов, введенных книжниками и фарисеями в религиозную жизнь иудеев. Около 49 года в Иерусалиме был созван Собор, в котором приняли участие апостолы и на котором было принято решение о том, что для крещённых язычников достаточно воздержания от идоложертвенного, крови, удавленины и блуда, а также запрещалось верующим делать другим того, чего себе не хотят. Запрет употреблять в пищу кровь животных является запретом употребления мертвечины. В дальнейшем крещённые иудеи, которые соблюдали закон Моисея, исчезли в Христианстве; они не стали ни в чём отличаться от крещённых язычников. Запрет на мертвечину распространился на всех христиан.
Во время Великой схизмы и в последующее время православные ставили в вину католикам ядение мертвечины.
Запрет на мертвечину изложен в 63 каноне святых апостолов:
Аще кто епископ, или пресвитер, или диакон, или вообще из священнаго чина, будет ясти мясо в крови души его, или звероядину, или мертвечину: да будет извержен. Ибо сие закон запретил (Деян. 15, 29). Аще же сие соделает мирянин: да будет отлучен
Этот запрет со ссылкой на 63 правило повторён в 131 правиле Номоканона при Большом Потребнике:
Иже яст мертвечину, или зверохищное, сиречь волком снедомое, или птицею пораженное, сиречь, или от крагуя или от иныя птицы, или кровь, или удавленину, обретаемая в тенетах, или от тех, яже удавляют латини, священник убо извергается, мирский отлучается, по шестьдесят третьему правилу от святых апостолов, сиречь не причастится лета два, и канон